# Aleuritopteris formosana
Aleuritopteris formosana là một loài dương xỉ trong họ Pteridaceae. Loài này được Hayata Tagawa mô tả khoa học đầu tiên năm 1952.